# Kanton Bléré
Kanton Bléré (francouzsky Canton de Bléré) je francouzský kanton v departementu Indre-et-Loire v regionu Centre-Val de Loire. Tvoří ho 16 obcí.

## Obce kantonu
- Athée-sur-Cher
- Azay-sur-Cher
- Bléré
- Céré-la-Ronde
- Chenonceaux
- Chisseaux
- Cigogné
- Civray-de-Touraine
- Courçay
- La Croix-en-Touraine
- Dierre
- Épeigné-les-Bois
- Francueil
- Luzillé
- Saint-Martin-le-Beau
- Sublaines